# Гайдуков, Исай Борисович
Исай Борисович Гайдуков — советский учёный и педагог, исполняющий обязанности директора Смоленского филиала Московского энергетического института (МЭИ) с июля 1961 года по январь 1962 года.

## Биография
26 июля 1961 года Исай Борисович Гайдуков был назначен исполняющим обязанности директора Смоленского филиала МЭИ. В этот период филиал начал свою образовательную деятельность, и 2 октября 1961 года в помещениях бывшего управления Московской железной дороги (проспект Гагарина, дом 22) начались учебные занятия со студентами дневной (125 человек) и вечерней (100 человек) форм обучения. Подготовка студентов велась по четырём специальностям: «Автоматика и телемеханика», «Электрические машины и аппараты», «Электропривод и автоматизация производственных процессов», «Промышленная электроника».

## Вклад в развитие Смоленского филиала МЭИ
В период руководства Исая Борисовича Гайдукова были заложены основы для развития филиала. Начало учебных занятий в октябре 1961 года ознаменовало старт подготовки инженеров в регионе, что способствовало развитию энергетической отрасли и промышленности.